# 47162 Chicomendez
47162 Chicomendez è un asteroide della fascia principale. Scoperto nel 1999, presenta un'orbita caratterizzata da un semiasse maggiore pari a 2,2260848 UA e da un'eccentricità di 0,1041632, inclinata di 6,47097° rispetto all'eclittica.
È dedicato a Chico Mendes, attivista ed ecologista brasiliano.